# 盧海鵬
盧海鵬（英語：Lo Hoi Pang，1941年12月21日—），人稱「盧海」、「鵬哥」，香港男演員。曾為無綫電視及亞洲電視男藝員。盧年輕時為中國歌舞團團長，現時多數參與電影演出。

## 背景
盧海鵬生於廣東省广州市荔湾区西关，有一兄一弟，其父親開設針織廠。盧海鵬早年就讀仁威廟小學，小時候與蔡國慶為街坊兼同學友好，一同收聽和模仿白駒榮唱粵劇，亦是就讀廣州市第十二中學時的中學同學。盧海鵬後來入讀廣州市第二十九中學，在校時是文工團一份子，又是水球隊成員。中學畢業後，盧海鵬本來打算投考北京電影學院。卻因正值文化大革命發生期間，他被政府指派到小學當教師助理。當時，盧未能未上大學。
1969年，盧海鵬曾因為父親是商人的關係而被牽連，成為批鬥對象，被下放梅州及海南島過農民生活，輾轉間再通過人事關係轉到東莞接受勞改，及後在被下放到東莞農村時期得知有人以游泳方式偷渡到香港，便效法在1970年偷渡往香港新界流浮山海岸，隨後往警署自首及獲得居港權。初時他在觀塘租住板間房，同時任職紗廠及碼頭工人、工廠會計員以及畫花技工等職位以糊口。盧海鵬的心願為當演員，於是他自薦應徵話劇社與特約演員公司工作。又投考1970年第一期無綫電視藝員訓練班。但無綫電視的藝員訓練班設有年齡上限，盧海鵬無法參與。直到1973年無綫電視將年齡限制解除，他才入讀無綫電視第三期訓練班。，同期同學計有周潤發、吳孟達及《喜有此理》之監製蕭鍵鏗等。
盧海鵬是早年無綫電視綜合性節目《歡樂今宵》台柱之一，以搞笑、扮演其他藝人及名人而馳名。令人印象深刻的包括趣劇《蝦仔爹哋》裡的爹哋，劇中盧海鵬常即興說出一些押韻對白。1989年盧海鵬離開無綫電視，隨即加盟亞洲電視。他在1993年移民加拿大生活，1994年一整年沒有工作在身。在1995年加入華娛衛視之前，他自覺終日在家無所事事，使自己的價值降低。遂決定不再考慮退休問題，堅持接洽不同工作。1990年代末重投無綫電視。至2005年基於無綫電視要求旗下部分藝人追補演出數目，加上認為該電視台只顧不斷製作節目但不重視藝術追求而不再續約，一度打算退出電視幕前。未幾亞洲電視羅致他加入其中，才令他打消退出念頭。2012年，盧海鵬憑《夺命金》首次獲香港電影金像獎提名「最佳男配角」，最終更摘下此殊榮。其後加入香港電視網絡。他於2013-2014年度微笑企業大獎頒獎典禮擔任微笑大使，頒獎予港澳地區多個於微笑服務表現優異的企業。2016年，他加盟香港電視娛樂。在2018年10月，本身是糖尿病人的盧海鵬發現其中一條血管阻塞了百分之九十。資深傳媒人汪曼玲指導演杜琪峰和演員古天樂極力游說他做手術。結果盧於同年11月入醫院接受俗稱「通波仔」手術。古天樂先替盧海鵬付20萬醫療費用，再由盧海鵬索取保險賠償。

## 家庭
卢海鹏有兄弟三人，他本人排行第二，长兄叫卢海涛(早年去世)，胞弟是已故廣州粵劇名伶盧海潮。弟媳陈小莎（已于2009年去世）为原广东粤剧院演员。侄子卢挺（现用艺名卢俊宇）现为广东电视台节目主持人。盧海鵬偷渡來港之後，相隔數十年才與胞弟重逢；家人對他偷渡一事並不知情。
其胞弟盧海潮於2023年1月6日上午9時25分因病逝世。

## 演出作品

### 電視劇集

#### 香港電台電視部
- 1970年代：獅子山下
- 1977年至1978年：小時候 飾 趙父
- 2010年：證義搜查線 飾 李泰基（第5至6集）
- 2011年：廉政行動2011 飾 沈鳳英之兄（第5集）

#### 無綫電視
- 1974年：梁天來 飾 凌貴興
- 1974年：啼笑因緣 飾 遊客/衛兵
- 1974年：民間傳奇之十五貫 飾 錢知縣
- 1974年：民間傳奇之三司會審玉堂春 飾 知縣大人
- 1974年：民間傳奇之陳御史巧勘金釵鈿 飾 梁尚賓
- 1974年：民間傳奇之醉打金枝 飾 郭晞
- 1975年：民間傳奇之秋翁遇仙記 飾 知縣大人
- 1975年：民間傳奇之趙五娘 飾 賑糧官
- 1975年：民間傳奇之四進士 飾 捕頭
- 1975年：片斷
- 1975年：民間傳奇之呂蒙正 飾 和尚
- 1975年：民間傳奇之喬太守亂點鴛鴦譜 飾 喬太守
- 1975年：民間傳奇之賈昌報恩三休妻 飾 賈昌
- 1975年：乘風破浪 飾 德哥
- 1975年：宋江怒殺閻婆媳 飾 李逵
- 1976年：大江南北
- 1976年：三年零八個月 飾 桑野
- 1976年：書劍恩仇錄 飾 紅花會「十當家」章進
- 1976年：迫上梁山 飾 魯智深
- 1977年：陸小鳳之決戰前後 飾 老實和尚
- 1978年：幻海奇情
- 1978年：大亨 飾 康炳仁
- 1978年：倚天屠龍記 飾 覺遠
- 1978年：陸小鳳之武當之戰 飾 老實和尚
- 1978年：又會咁嘅
- 1979年：絕代雙驕 飾 軒轅三光(惡賭鬼)
- 1980年：歡樂群英
- 1980年：仁者無敵 飾 畢正
- 1981年：千王群英會 飾 三木(日本賭王)
- 1981年：封神榜
- 1983年：七彩如來神掌 飾 衛一笑
- 1984年：武林聖火令
- 1984年：鐵包公飾 包拯
- 1985年：楊家將 飾 文曲星
- 1985年：觀世音 飾 如來佛祖
- 1985年：鍾無艷 飾 晏　嬰
- 1986年：寶蓮燈
- 1987年至1988年：季節 飾 唐仁
- 1988年：奉旨成親
- 1988年：衰鬼迫人
- 2000年：金裝四大才子 飾 華太師
- 2001年：七姊妹 飾 陳通
- 2001年：婚前昏後 飾 方錦鵬
- 2001年：酒是故鄉醇 飾 古世熊
- 2002年：騎呢大狀 飾 陳七
- 2002年：無考不成冤家 飾 高豐儉
- 2002年：再生緣 飾 孟士元
- 2003年：皆大歡喜 飾 鄔英
- 2003年：帝女花 飾 海公公
- 2003年：繾綣仙凡間 飾 铁拐李、洪水
- 2003年：十萬噸情緣 飾 田立光
- 2003年：金牌冰人 飾 丁戰勇
- 2003年：美麗在望 飾 過大海
- 2004年：血薦軒轅 飾 馮保
- 2004年：歷劫驚濤（電視電影） 飾 石大海（海拔）
- 2004年：棟篤神探 飾 江義海
- 2004年：金枝慾孽 飾 徐萬田（徐公公）
- 2004年：天涯俠醫 飾 姜大夫
- 2005年：老婆大人 飾 葛德通
- 2005年：情迷黑森林 飾 沙巴翁
- 2005年：窈窕熟女 飾 胡滿
- 2005年：酒店風雲 飾 陳大海
- 2005年：翻新大少 飾 蔣隆
- 2005年：飛越大長針
- 2006年：謎情家族 飾 高卓文
- 2006年：施公奇案 飾 唐多福（枕神）
- 2007年：鄭板橋 飾 鄭之本

#### 亞洲電視
- 1990年：《街市忍者》
- 1990年：《代代平安》
- 1990年：《第三間電台》
- 1991年：《香港傳奇人物之周德根傳》 飾 周德根
- 1992年：《鐳射劇場之摩登七十二家房客》
- 1992年：《點解阿sir係隻鬼》 飾 歐陽協成（訓導主任）／豬肉榮（鬼）
- 1993年：《點解阿sir係隻鬼II》飾 陳立得（鬼）
- 1993年：《九命奇冤梁天來》 飾 張鳳
- 1993年：《賭神秘笈'93》
- 1994年：《中國教父II之再起風雲》
- 1994年：《龍泉奇俠》
- 2005年：《喜有此理》飾 滕一鳴
- 2006年：《情陷夜中環2》飾 齊百川
- 2006年至2007年：《大城小故事》 飾 田家鼎／田家盛
- 2007年至2008年：《十六不搭喜趣來》飾 陳智能、董伯伯、曾敏全、徐大鳳、聶尤淑如、吳方安心
- 2008年：《火蝴蝶》飾 霍鴻基
- 2010年：《法網群英》飾 賴敬基

#### 香港電視網絡
- 2015年：第二人生 飾 洪風
- 2015年：開腦儆探 飾 敖正奇

#### ViuTV
- 2016年：三一如三 飾 占士
- 2019年：仇老爺爺 飾 仇海凡

#### 中國大陸
- 2016年：無間道 飾 泰山

### 綜藝節目

#### 無綫電視
- 1970年代-1989年：《歡樂今宵》
- 1978年：《幻海奇情精選》（與陳欣健合共主持）
- 1986年：《金像獎歌曲頒獎典禮1986》
飾演 張惡榮、譚冠麟、黃師傅、羅人、葉德殘、張校友
- 1987年：《金像獎歌曲頒獎典禮1987》
飾演 盧氣廷、羅人、太直樂隊、撻成一塊、朱潤發、媽打
- 1988年：《金像獎歌曲頒獎典禮1988》
飾演 何阿B、大食羅賓、撻成一塊、新馬絲巾
- 1998年-2004年：《萬千星輝賀台慶》
- 2005年：《叮皇爭霸戰》
- 2016年：《我愛香港》
- 2024年：《萬千星輝頒獎典禮2023》 最佳男/女主持 頒獎嘉賓（與戚美珍、賈思樂）

#### 亞洲電視
- 1990年：開心繼續笑
- 1991年：週六穿梭萬家歡
- 1991年：過界時代
- 1991年：英國足總盃
- 1991年：歷史也瘋狂
- 1991年：肥趣電視台
- 1992年：萬家吉慶賀猴年
- 1992年：台慶同心創高峰
- 1992年：1992亞洲小姐準決賽
- 1993年：金雞昇平慶吉祥
- 1993年：今夜真情賀台慶
- 1993年：眾志成城為公益
- 1993年：亞視中山慈善夜
- 2005年：粵港一家親
- 2006年：祥祥狗狗賀新禧
- 2006年：大年初一大四喜
- 2008年：盧海鵬演藝人生四十年
- 2009年：香港亂噏
- 2010年：闔虎統請（嘉賓主持）

#### 香港有線電視
- 2013年：掃毒大家庭

#### 奇妙電視
- 2017年：放試

#### ViuTV
- 2019年：林盧去追星（與林建明）

#### 商業電台
- 2012年：有誰共鳴（嘉賓主持）

### 音樂

#### 音樂錄像
- 2015年：緬甸晶宮主題曲

### 電影

#### 1970年代
| 年份   | 電影             | 角色   |
| 1976年 | 女人呢樣嘢       |        |
| 1976年 | 她的爸的媽媽的   |        |
| 1976年 | 你係得嘅         |        |
| 1976年 | 跳灰             |        |
| 1976年 | 瀛台泣血         | 康廣仁 |
| 1977年 | 三德和尚與舂米六 |        |
| 1977年 | 大男人           |        |
| 1977年 | 走得快好世界     |        |
| 1977年 | 出術             |        |
| 1977年 | 亂刮龍搏懵       |        |
| 1978年 | 鬼馬狂潮         |        |
| 1978年 | 狗咬狗骨         |        |
| 1979年 | 神偷妙探手多多   |        |
| 1979年 | 新貼錯門神       |        |

#### 1980年代
| 年份   | 電影        | 角色     |
| 1981年 | 處決        |          |
| 1981年 | 天真有牙    | 段六根   |
| 1984年 | 鐵板燒      | 尊尼岳父 |
| 1985年 | 歡場        | 譚總警司 |
| 1988年 | 精装追女仔2 | 老周     |
| 1988年 | 吉屋藏嬌    | 梅千華   |
| 1988年 | 奸人本色    | 警官     |
| 1989年 | 福星闖江湖  | 戴哥大   |

#### 1990年代
| 年份   | 電影       | 角色     |
| 1990年 | 吉星拱照   | 大胖警官 |
| 1990年 | 一眉道姑   |          |
| 1992年 | 女黑俠黃鶯 |          |
| 1993年 | 特異女朋友 |          |
| 1993年 | 濟公       | 王母娘娘 |
| 1998年 | 暗花       | 大聲公   |

#### 2000年代
| 年份   | 電影         | 角色             |
| 2001年 | 廢柴同盟     |                  |
| 2002年 | 豬扒大聯盟   | 文叔             |
| 2002年 | 35米厘兇心人 |                  |
| 2003年 | PTU          | 禿頭             |
| 2003年 | 非典人生     |                  |
| 2004年 | 見習黑玫瑰   | 鵬哥             |
| 2004年 | 柔道龍虎榜   | 師父             |
| 2005年 | 黑社會       | 旁白（聲音演出） |
| 2008年 | 文雀         | 傅劍堂           |

#### 2010年代
| 年份   | 電影                         | 角色         |
| 2010年 | 維多利亞壹號                 | 嫦之爺爺     |
| 2011年 | 奪命金                       | 鍾原         |
| 2012年 | 紮職                         | 王波         |
| 2012年 | 一代宗師                     | 燈叔         |
| 2012年 | 我老婆唔夠秤II：我老公唔生性 | 六叔公       |
| 2013年 | 毒戰                         | 雀叔         |
| 2013年 | 不二神探                     | 醫生（客串） |
| 2013年 | 盲探                         | 鵬（客串）   |
| 2013年 | 迷離夜                       | 梁震嬰       |
| 2013年 | 第一次不是你                 | 寶爸         |
| 2013年 | 超級經理人                   | 周老闆       |
| 2013年 | 溝女不離三兄弟               | 馮仁坤       |
| 2013年 | 殭屍                         | 燕叔         |
| 2013年 | 掃毒                         | 魏興光       |
| 2014年 | 一個複雜故事                 | 尹醫生       |
| 2014年 | 金雞sss                      | 歐陽先生     |
| 2014年 | 3D冰封俠：重生之門           | 阿伯         |
| 2014年 | Z風暴                        | 羅德永       |
| 2015年 | 吉祥酒店                     | 包租公       |
| 2015年 | 12金鴨                       | 彭于晏       |
| 2015年 | 麻雀王                       |              |
| 2016年 | 賭城風雲III                  | 麻將天王     |
| 2016年 | 刑警兄弟                     | 盧海         |
| 2016年 | 我老婆係明星                 | 賴毛的父親   |
| 2016年 | 開飯啦！                     | 阿翁         |
| 2016年 | 三人行                       | 鍾伯         |
| 2016年 | 使徒行者                     |              |
| 2016年 | S風暴                        | 申華山       |
| 2017年 | 我要發達                     | 肥九         |
| 2017年 | 毒。誡                       | 村長         |
| 2017年 | 喵星人                       | 討債人       |
| 2018年 | 我的情敵女婿                 |              |
| 2018年 | L風暴                        | 貴興         |
| 2019年 | 玩转全家福                   | 萧发         |
| 2019年 | P風暴                        | 廖牧之       |

#### 2020年代
| 年份   | 電影           | 角色       |
| 2021年 | 一秒拳王       | 酒吧老闆   |
| 2021年 | 媽媽的神奇小子 | 蘇外公     |
| 2022年 | 闔家辣         | 茶餐廳老闆 |
| 2024年 | 臨時劫案       | 笠水父親   |

### 舞台劇
- 年代不詳：王子復仇記　（溫哥華地方表演）
- 1984年：白蛇傳
- 1984年：柳毅傳書
- 2000年：才子亂點俏佳人（藝進同學會）
- 2002年：新啼笑姻緣（新遍時裝粵劇）
- 2010年：審死官
- 2011年：蝦仔嗲哋
- 2012年：蝦仔嗲哋
- 2015年：澀青之我本善良

## 音樂作品（唱片）
- 1976年：四傑傳 - 三笑姻緣及王老虎搶親（雜錦）
- 1976年：女人呢樣嘢（雜錦）
- 1977年：逼上梁山（雜錦）
- 1977年：香港無線電視片集主題曲精選（雜錦）
- 1977年：有心未算遲（雜錦合唱）
- 1977年：共你雙雙對對 - 18粵語流行曲（雜錦）
- 1979年：禪院鐘聲（雜錦）
- 1984年：白蛇傳（羅文／汪明荃／盧海鵬）
- 1984年：柳毅傳書（羅文／歐陽佩珊／盧海鵬）
- 1988年：龍鳳呈祥（甘國衛／黃敏儀／盧海鵬）
- 2000年：經典金曲卡拉OK Vol.6（雜錦）
- 2001年：娛樂經典金曲及卡拉OK（第一輯）（雜錦合唱）
- 2002年：娛樂經典粵劇卡拉OK（第三輯）（合唱雜錦）
- 2003年：電視主題曲送飯（雜錦）
- 2005年：粵調金曲星聲陣演唱會及卡拉OK（群星合唱）
- 2005年：恭喜發財迎新春 全新巨星原裝MTV（雜錦）
- 2006年：世紀龍騰 原人原唱MTV（雜錦）

## 所获荣誉
- 2012年第12届华语电影传媒大奖最佳男配角提名（《奪命金》）
- 2012年第31届香港电影金像奖最佳男配角（《奪命金》）
- 2012年第55屆亞太影展最佳男配角（《奪命金》）
- 2016年毛記電視第一屆十大勁曲金曲分獎典禮－最受Shell歡迎廣告歌曲大獎

## 外部連結
- 盧海鵬在香港影庫上的簡介
- 盧海鵬的新浪微博
- 盧海鵬 @ HKATV.com
- 經典電視劇及電影金句
- 大公報 - 盧海鵬專訪（2005年11月6日）
- 蘋果日報 - 盧海鵬專訪（2006年7月28日）